# American Utopia
American Utopia je sólové studiové album hudebníka Davida Byrnea, které vyšlo 9. března roku 2018. Jde o jeho první sólovou desku od roku 2004, kdy vydal nahrávku Grown Backwards. Vydání desky bylo oznámeno 8. ledna 2018, kdy byla rovněž zveřejněna první píseň „Everybody's Coming to My House“. Další píseň z desky, nazvaná „This Is That“, byla představena 31. ledna v pořadu Lauren Laverne na BBC Radio 6. Na albu se podíleli například Brian Eno, Oneohtrix Point Never a Jack Penate. Deska byla nahrána jak v Byrneově domovském studiu v New Yorku, tak i v Londýně. Deska se stala Byrneovým prvním sólovým albem, které se dostalo do první desítky hitparády Billboard 200.

## Seznam skladeb
| Pořadí | Název                          | Autor                  | Délka |
| ------ | ------------------------------ | ---------------------- | ----- |
| 1.     | I Dance Like This              | David Byrne, Brian Eno | 3:33  |
| 2.     | Gasoline and Dirty Sheets      | Byrne, Eno             | 3:19  |
| 3.     | Every Day Is a Miracle         | Byrne, Eno             | 4:46  |
| 4.     | Dog's Mind                     | Byrne, Eno             | 2:29  |
| 5.     | This Is That                   | Byrne, Daniel Lopatin  | 4:31  |
| 6.     | It's Not Dark Up Here          | Byrne, Eno             | 4:10  |
| 7.     | Bullet                         | Byrne, Eno             | 3:09  |
| 8.     | Doing the Right Thing          | Byrne, Eno             | 3:38  |
| 9.     | Everybody's Coming to My House | Byrne, Eno             | 3:29  |
| 10.    | Here                           | Byrne, Lopatin         | 4:13  |

## Obsazení
- David Byrne – zpěv, kytara, klávesy, elektronické bicí (pady)
- Brian Eno – klávesy, žestě, celesta, kytara, perkuse, bicí, programování bicích, efekty, doprovodné vokály, vokodér, pískání
- Daniel Lopatin – zvuky, klávesy, efekty, bicí, smyčce, syntezátor
- Jack Peñate – zvuky, klávesy, bicí, baskytara, shaker, doprovodné vokály
- Rodaidh McDonald – klávesy, perkuse, programování bicích a perkusí, zvony, aranžmá, smyčce
- Magnus Bang Olsen – klavír
- Sampha – klavír
- Ariel Rechtshaid – flexaton (perkuse)
- Thomas Bartlett – klavír, mellotron
- Joe Williams – harfa
- Bullion – harmonika
- Ben Reed – baskytara
- Jaakko Savolainen – baskytara, kytara, klávesy, syntezátor
- Alex Epton – baskytara, programování sboru
- mmph – zvuky, orchestrální aranžmá
- Mauro Refosco – bonga, perkuse
- Alex Epton – programování bicích, činely, shaker, syntezátor
- Ben Anderson – činely
- Happa – bicí, programování bicích, elektronika, syntezátor
- Airhead – bicí
- Brian Wolfe – bicí
- Jam City – kytara, bicí, syntezátor
- Koreless – bicí
- Joey Waronker – bicí
- James Edwards – sampler (sitár)
- Isaiah Barr – saxofon
- Mauro Refosco – tama